# Triumeq

Abacavir, dolutegravir y lamivudina

Triumeq es una medicación utilizada para el tratamiento del VIH, aprobada en el año 2014 por la compañía farmacéutica ViiV Healthcare, la cual combina un régimen de tres drogas en una sola toma diaria. La droga presenta una combinación de un inhibidor de la integrasa (dolutegravir), junto con dos inhibidores de la transcriptasa reversa (Abacavir y Lamivudina)
Según lo mencionado por la fuente anteriormente citada 

«Los inhibidores de la integrasa bloquean una enzima del VIH llamada integrasa y los ITIN bloquean una enzima del VIH llamada transcriptasa inversa. Al bloquear la integrasa y la transcriptasa inversa, los tres medicamentos en combinación evitan la multiplicación del VIH y pueden reducir la concentración de ese virus en el cuerpo«
https://infosida.nih.gov/drugs/534/triumeq/0/patient

El régimen de utilización de tres drogas para el tratamiento del VIH ha demostrado ser muy efectivo en la supresión de la carga viral y el aumento de los CD4, sin embargo, investigaciones recientes llevadas a cabo con el nombre de Gemini I y II han demostrado que el régimen de dos drogas presentes en esta medicación (Lamivudina y Dolutegravir) son suficientes para conseguir la supresión de la carga viral, y tendrían la misma efectividad que el uso de tres drogas. Si usted usa dicho medicamento puede causar falso positivos a cannabis en orina.

## Composición y administración
Triumeq presenta una dosis fija de tres antirretrovirales en las siguientes proporciones:
- Dolutegravir (50 mg)
- Abacavir (600 mg)
- Lamivudina (300 mg)[4]

Este medicamento es de toma única  cada 24 horas, la toma se puede realizar en cualquier horario, con o sin comida y al igual que otros antiretrovirales se recomienda tomar con abundante agua.

## Efectos adversos
Se considera una medicación en general bien tolerada, siendo sus efectos adversos la diarrea, las náuseas y el dolor de cabeza. Como todo tratamiento los síntomas disminuyen en la medida en que va avanzando el tratamiento y muchas personas inclusive tienen cero efectos adversos en su administración.
Triumeq puede causar efectos secundarios graves, potencialmente mortales. Entre ellos cabe citar reacciones alérgicas, acumulación de ácido láctico en la sangre (acidosis láctica) y trastornos graves del hígado.
Triumeq contiene abacavir, un medicamento contra el VIH. Las personas que toman productos que contienen abacavir, incluso Triumeq, pueden tener una reacción alérgica grave (reacción de hipersensibilidad) potencialmente mortal. Su riesgo de sufrir esta reacción alérgica es mucho mayor si tiene una variación genética llamada HLA-B*5701. Su proveedor de atención de salud puede determinar con un examen de sangre si tiene esa variación. Si tiene un síntoma de uno o más de los grupos siguientes mientras toma Triumeq, comuníquese inmediatamente con su proveedor de atención de salud para averiguar si debe suspenderlo.
Síntomas del grupo 1: Fiebre. 
Síntomas del grupo 2: Erupción cutánea. 
Síntomas del grupo 3: Náuseas, vómito, diarrea, dolor abdominal. 
Síntomas del grupo 4: Sensación de malestar general, cansancio extremo o sensación de dolor generalizado. 
Síntomas del grupo 5: Dificultad respiratoria, tos, dolor de garganta. 
Su farmacéutico le dará una tarjeta de advertencia con una lista de estos síntomas. Cárguela con usted en todo momento. Si suspende el Triumeq por causa de una reacción alérgica, nunca tome de nuevo éste ni ningún otro medicamento que contenga abacavir o dolutegravir. Si toma de nuevo Triumeq o cualquier otro medicamento que contenga abacavir después de haber tenido una reacción alérgica, en el lapso de unas horas puede presentar síntomas potencialmente mortales que pueden incluir tensión arterial muy baja o la muerte. Si deja de tomar Triumeq por cualquier otra razón, aunque sea por unos pocos días, y no es alérgico a ese medicamento, hable con su proveedor de atención de salud antes de tomarlo de nuevo. Tomándolo otra vez pudiera provocar una reacción alérgica grave o potencialmente mortal, aun cuando nunca la haya tenido antes con ese medicamento. Si su proveedor de atención de salud le dice que puede tomarlo de nuevo, comience a tomarlo cuando tenga ayuda médica a su alrededor o personas que puedan llamar a un profesional de atención de salud si lo necesitara.
Comuníquese inmediatamente con su proveedor de atención de salud si tiene alguno de los siguientes síntomas que podrían ser señal de acidosis láctica:
Debilidad o cansancio
Dolor muscular poco común
Dificultad respiratoria
Dolor de estómago con náuseas y vómito
Sensación de escalofrío, particularmente en los brazos y las piernas
Mareo o aturdimiento
Aceleración o irregularidad de los latidos del corazón
Comuníquese inmediatamente con su proveedor de atención de salud si tiene alguno de los siguientes síntomas que podrían ser señal de trastornos del hígado:
Amarillamiento de la piel o de la esclerótica (la parte blanca) de los ojos (ictericia)
Orina de color oscuro
Heces de color claro
Inapetencia
Náuseas y vómito
Dolor intenso, leve o con la palpación al lado derecho de la región del estómago (dolor abdominal)
Algunas personas que toman Triumeq tienen trastornos del hígado. Las personas con antecedentes de infección por el virus de la hepatitis B (VHB) o por el virus de la hepatitis C (VHC) o que tienen valores elevados en los resultados de las pruebas de la función hepática pueden tener un mayor riesgo de presentar nuevos trastornos del hígado o empeoramiento de los existentes mientras toman Triumeq.
Existen reacciones que no son de gravedad, pero si de consideración, y que es el tomar este medicamento y beber durante las horas del día, te de hierbas, como matico, yerba de la plata, yerba de San Juan, entre otras, las cuales producen somnolencia, o estados de cansancio y sueño prolongado, cansancio. Es imprescindible mencionar, el hecho de beber dos vasos de agua en la administración misma del medicamento, y beber mucho líquido, ojalá agua pura, 2 litros diarios en total.